# 性規範
性規範（Sexual norm）是指個人或是社會對於性的規範，大部份的社會對於性有一定的規範，定義只有符合特定條件的人之間的性活動才是符合性規範的行為。特定條件包括性別、年齡（最低合法性交年齡）、不是血親（避免近親性交）、人種（例如種族通婚）、社會角色及社會經濟地位等。
在大部份的社會中，社會規範會是許多不同類型行為形成的光譜，而不是單純將行為只用「可接受」及「不能接受」來分類。許多行為會被不同的人認定為「較可以接受」或是「較不能接受」，而認定的原因和個人對該行為的想法有關，也和該文化的特質有關。依照性學研究的資訊來看，許多一般人私下的性生活和大眾認為的性規範有相當的不同。
若正面看待非限制性的性規範，可以稱為性自由、性革命或自由戀愛限制性的性規範，若負面看待可以視為是性壓抑，若是正面看待，會視為鼓勵贞操或是性自制。一些不符合規範的性行為會有特定的負面詞語，例如性虐待或是性偏離。

## 社會態度
西方社會中有些人已將性規範從傳統定義中放寬，定義性規範是不包括性偏離以內的性行為。不過此定義方式需要列一長串的性偏離清單，而其中會隱含了對文化性規範的假設。近來在西方社會，知情同意的性偏離比較可以接受，特別是「任何在知情同意成年人之間進行，沒有其他不合法事宜的行為。」
態度的自由化也造成了許多國家同性性行為的非刑事化，包括英國1957年的《沃尔芬登报告》。
在西方國家也漸漸將連續式單配偶制（serial monogamy，不斷更換伴侶的單一配偶關係）視為是正常的異性戀生活方式。對於長期的同性伴侶關係也越來越多認可（參考同性婚姻）。
目前也越來越多接受不在教堂、法律或是國家認可婚姻形式下的伴侶關係。
此一性解放的趨勢和保守主义的趨勢恰好相反，保守主义傾向保留原來的性規範，鼓勵年輕人選擇傳統接受的角色、信仰以及行為，反對濫交，在結婚前過性禁慾的生活。
保守主义的趨勢和性解放的趨勢恰好相反，且認為性解放是破壞社會的力量。多半是信仰較虔誠的人較容易有此相法，常見於美國的基督教、中東及亞洲的伊斯蘭教、或是以色列的哈雷迪猶太教。這些國家也比較會對非傳統性行為或是性解放有強烈批評。
不論是亞洲或是歐美的文化中，有些國家因為上述二個趨勢的衝突，以及社會控制及性規範接受程度的差異，帶來社會的不安。